# Broilers
Die Broilers sind eine Punkband aus Düsseldorf, die ihre Ursprünge in der Oi!- und Punkrock-Szene hat.

## Geschichte
1992 gründeten Sammy Amara und Andreas Brügge eine Band, aus der zwei Jahre später die Broilers entstanden. Inspiration erhielten sie durch die Cover-Platte „Learning English“ der Toten Hosen. Die Broilers integrierten neben den Punkrock-Roots auch Einflüsse aus Psychobilly und der traditionellen, antirassistischen Skinhead- sowie Rudeboy-Szene in ihren Sound. Wie in der Oi!-Szene recht verbreitet, wählte man einen Bandnamen, der die Buchstabenkombination oi enthält.
1996 nahm die Band ihre erste Drei-Song-EP Schenk mir eine Blume auf. Damals waren Social Distortion, die 1996 als Album den in der internationalen Szene gefeierten Meilenstein White Light, White Heat, White Trash veröffentlichten, der wichtigste inspirierende Einfluss für die Düsseldorfer Punk-Rock-Band, an denen sich die Broilers musikalisch orientierten. Ein Jahr später erschien das Debütalbum, es folgten drei weitere Longplayer, zwei EPs und die Entwicklung über die Oi!-Szene hinaus. In den Anfängen begab sich die Punk-Band auf Tournee, indem die Broilers mit einem Wochenendticket und den gepackten Instrumenten per Deutsche Bahn quer durch Ostdeutschland für Auftritte in Jugendhäusern reisten, bevor sich die Combo einen Kleintransporter für Konzertfahrten leisten konnte. Spätestens seit der Veröffentlichung des Albums Vanitas im Jahr 2007 versteht sich die Band nicht mehr als Oi!-Punkband, sondern hat einen deutlichen Schritt in Richtung Rockabilly gemacht.
Ab Oktober 2006 standen die Broilers bei People Like You Records unter Vertrag.
2008 hatte Bassistin Ines Maybaum, die im Düsseldorfer Stadtteil Garath aufwuchs, der gemeinhin als sozialer Brennpunkt gilt, einen Unfall mit dem Fahrrad, weshalb sie durch die erlittene körperliche Verletzung über einen längeren Zeitraum nicht Bass spielen konnte.
Die Zusammenarbeit des Sängers Sammy Amara mit den ebenfalls aus Düsseldorf stammenden Toten Hosen ermöglichte der Band mehrere Gastauftritte auf deren Konzerten und steigerte ihre Bekanntheit deutlich. Seit 2010 tritt die Band deutschlandweit in Erscheinung und regelmäßig bei großen Festivals auf. 2011 übernahm JKP das Management der Band. An diesem Punkt gaben die Bandmitglieder ihre bürgerlichen Berufe auf und leben seitdem professionell von der Musik.
Am 10. Juni 2011 erschien das Album Santa Muerte, das in den Principal Studios von Vincent Sorg aufgenommen wurde und auf Platz 3 der Albumcharts debütierte.
Die Broilers wurden 2011 für die 1 Live Krone in der Kategorie Bester Liveact nominiert.
Am 28. September 2012 erschien mit Santa Muerte Live Tapes das erste Livealbum der Broilers. Darauf finden sich insgesamt 31 Titel, die während der laufenden „Santa Muerte“-Tour in Dortmund, Leipzig und Bremen aufgenommen wurden.
Zum Abschluss der 18 Monate währenden „Santa Muerte“-Tour spielten die Broilers am 14. und 15. Dezember 2012 zwei ausverkaufte Konzerte in der Mitsubishi-Electric-Halle in ihrer Heimat Düsseldorf vor insgesamt 15.000 Besuchern.
Am 20. Dezember 2013 wurde Ist da jemand als Vorabsingle zum Album Noir über iTunes und limitiert als Vinyl veröffentlicht.
Das Album Noir wurde am 7. Februar 2014 veröffentlicht und stieg auf Platz eins der deutschen Albumcharts 2014 ein.
Am 19. und 20. Dezember 2014 feierte die Band ihr 20-jähriges Jubiläum im heimischen ISS Dome, welcher an beiden Tagen ausverkauft war.
Als Gäste traten Thees Uhlmann, Campino, 4 Promille sowie die Misfits auf.
Am 3. Februar 2017 wurde ihr siebtes Studioalbum (sic!) auf ihrem eigenen Musiklabel Skull & Palms Recordings gemeinsam mit Warner Music Group veröffentlicht. Die Motivation zum eigenen Label, das mehr Arbeit bedeutet, lag in der Unabhängigkeit, die daraus resultiert.
Nachdem am 23. April 2021 das Album Puro Amor erschien, wurden im Sommer auf verschiedenen Livekonzerten (u. a. Rock am Ring, Losheim am See) die Puro Amor Live Tapes aufgenommen – das zweite Livealbum der Band.
Im Jahr 2024 traten die Broilers ihre Jubiläumstour Jolly Good Fellas an. Gleichzeitig kündigten sie nach Tour-Abschluss eine Pause auf unbestimmte Zeit an.

## Mitglieder

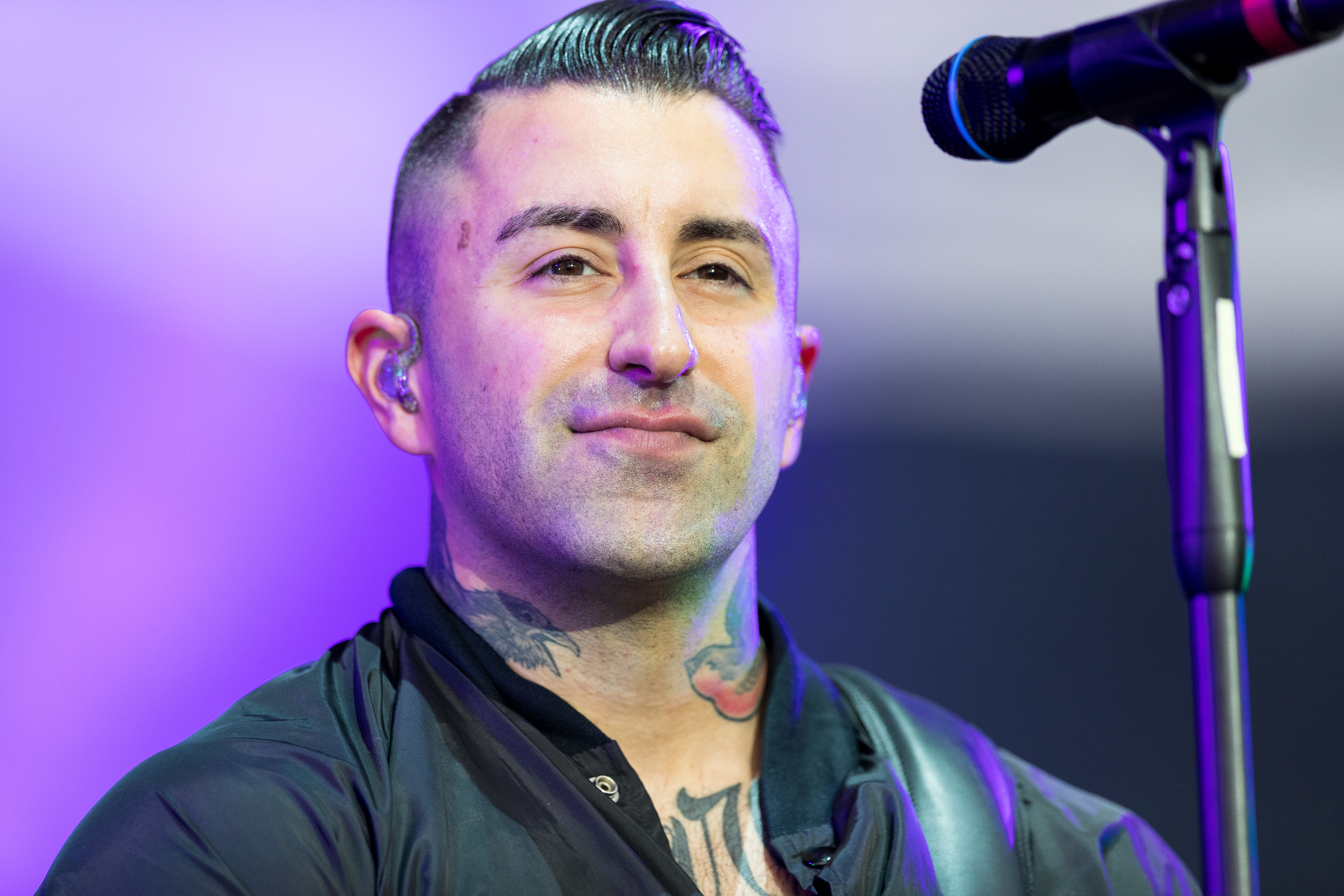
Sammy Amara
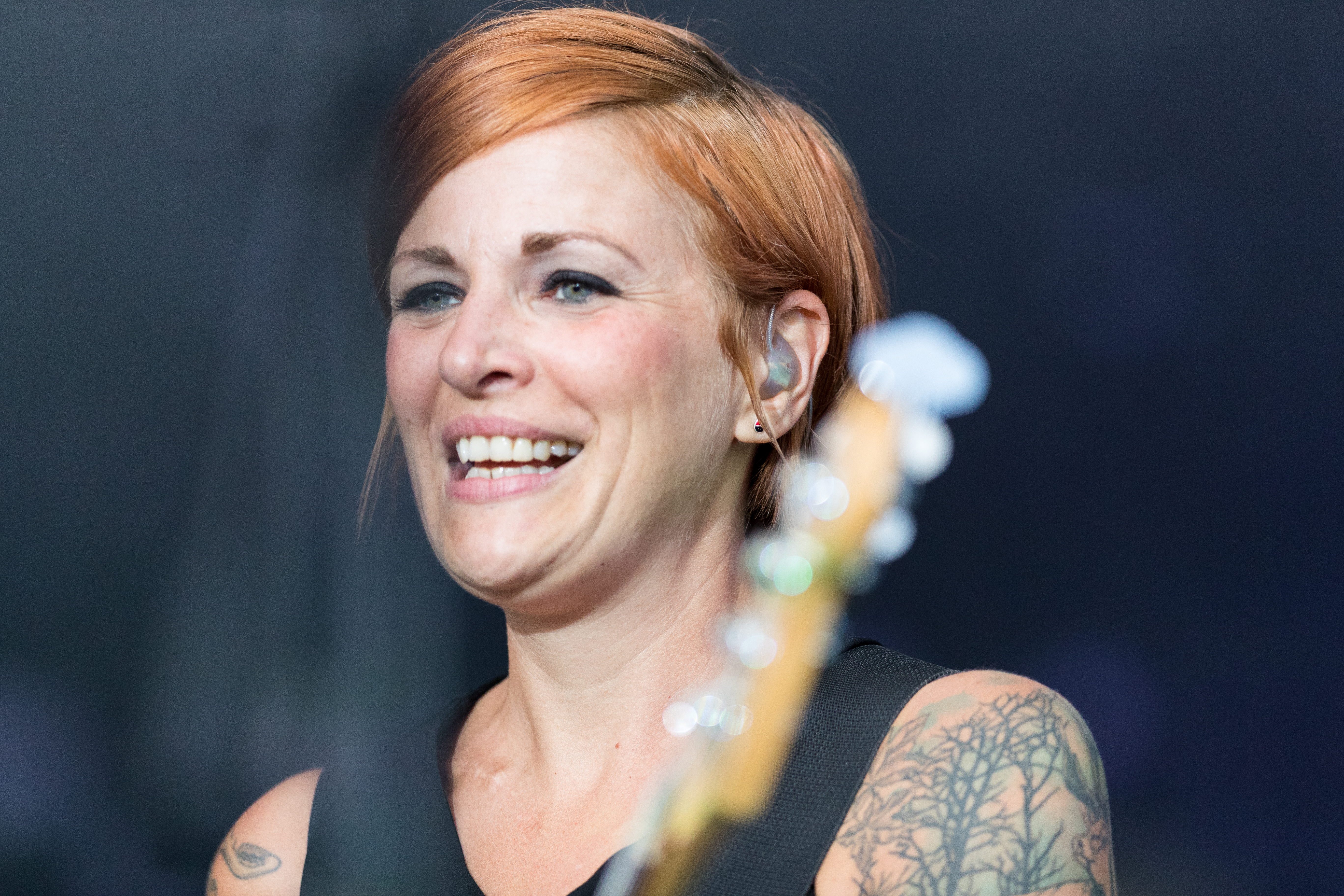
Ines Maybaum
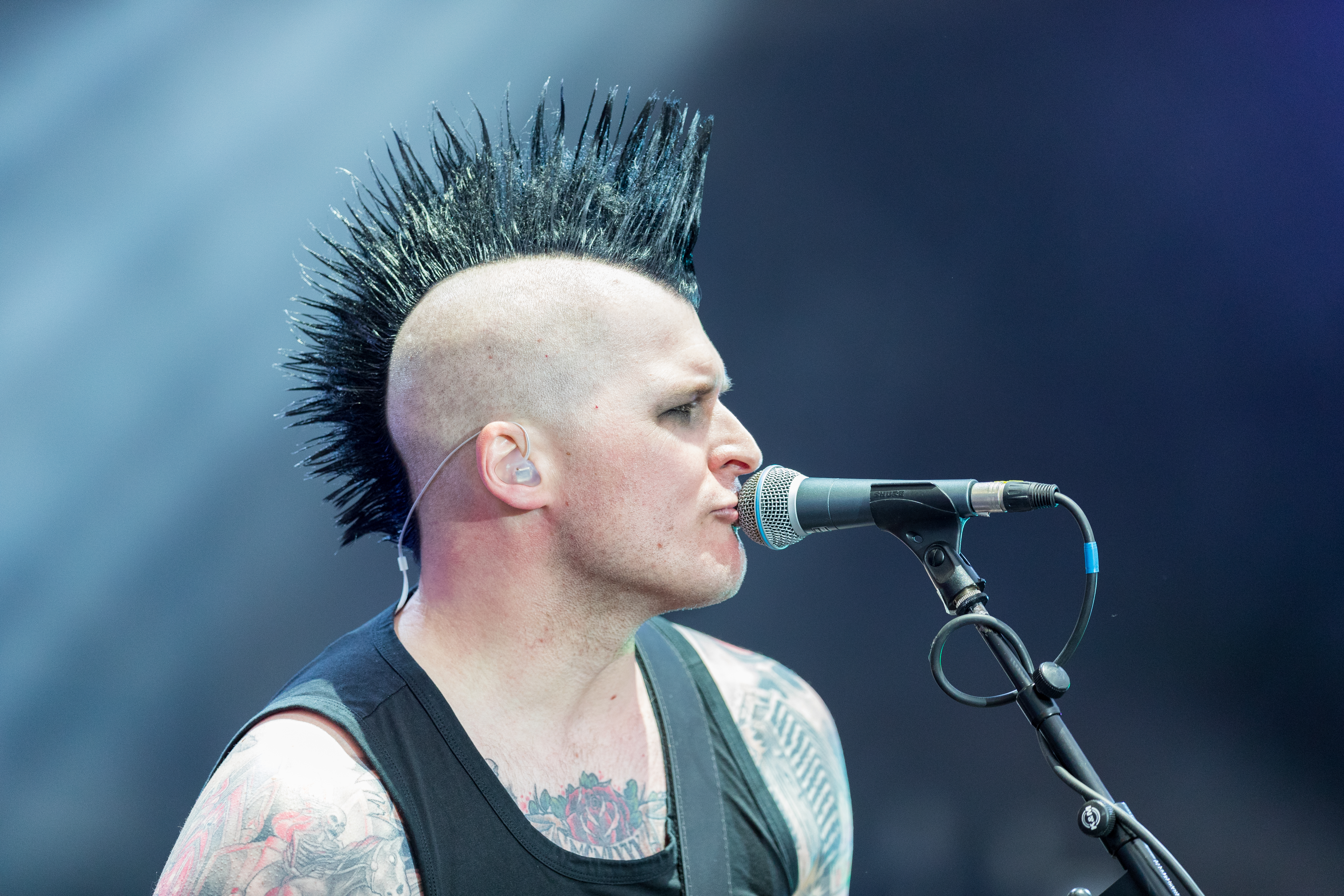
Ronald Hübner
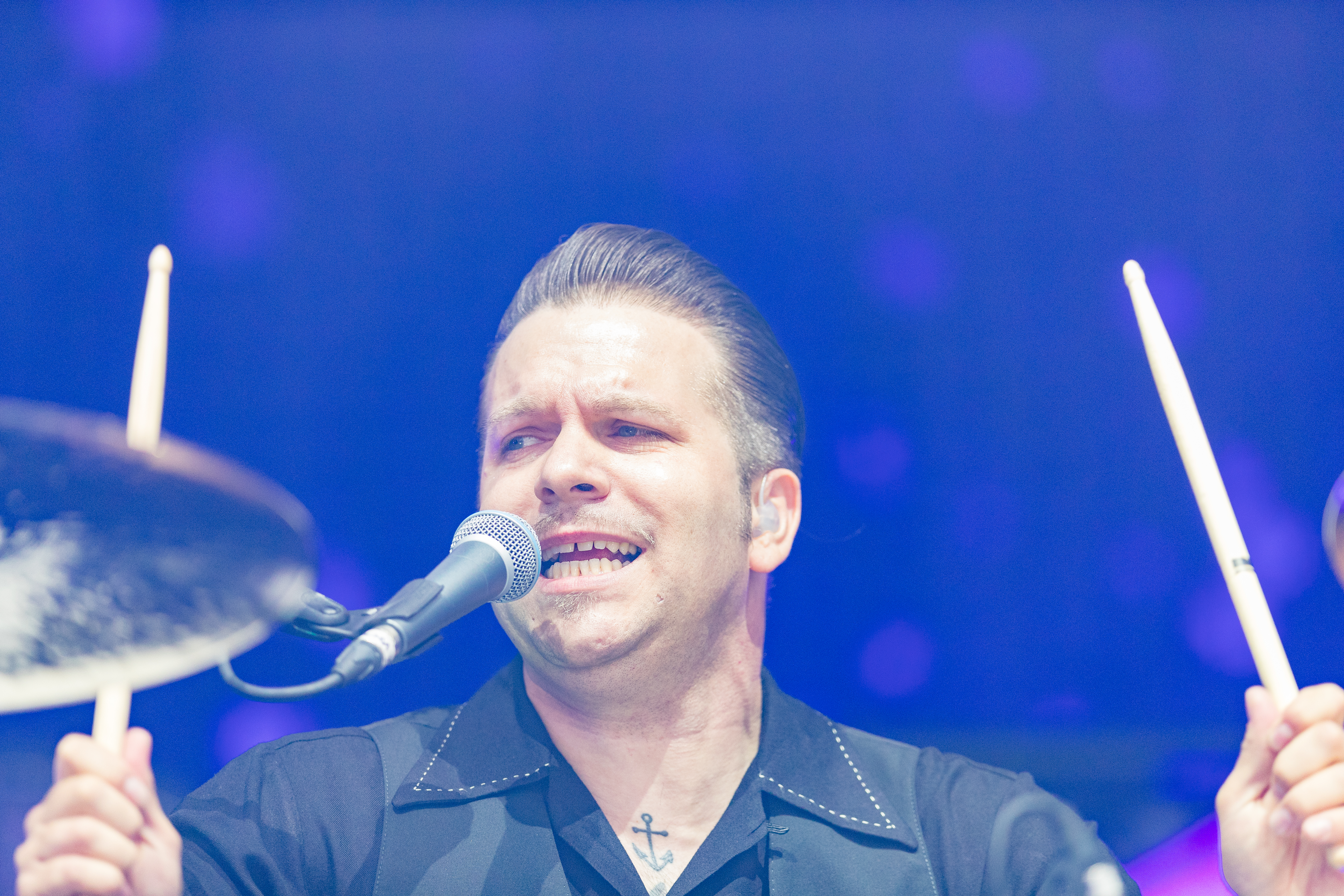
Andreas Brügge
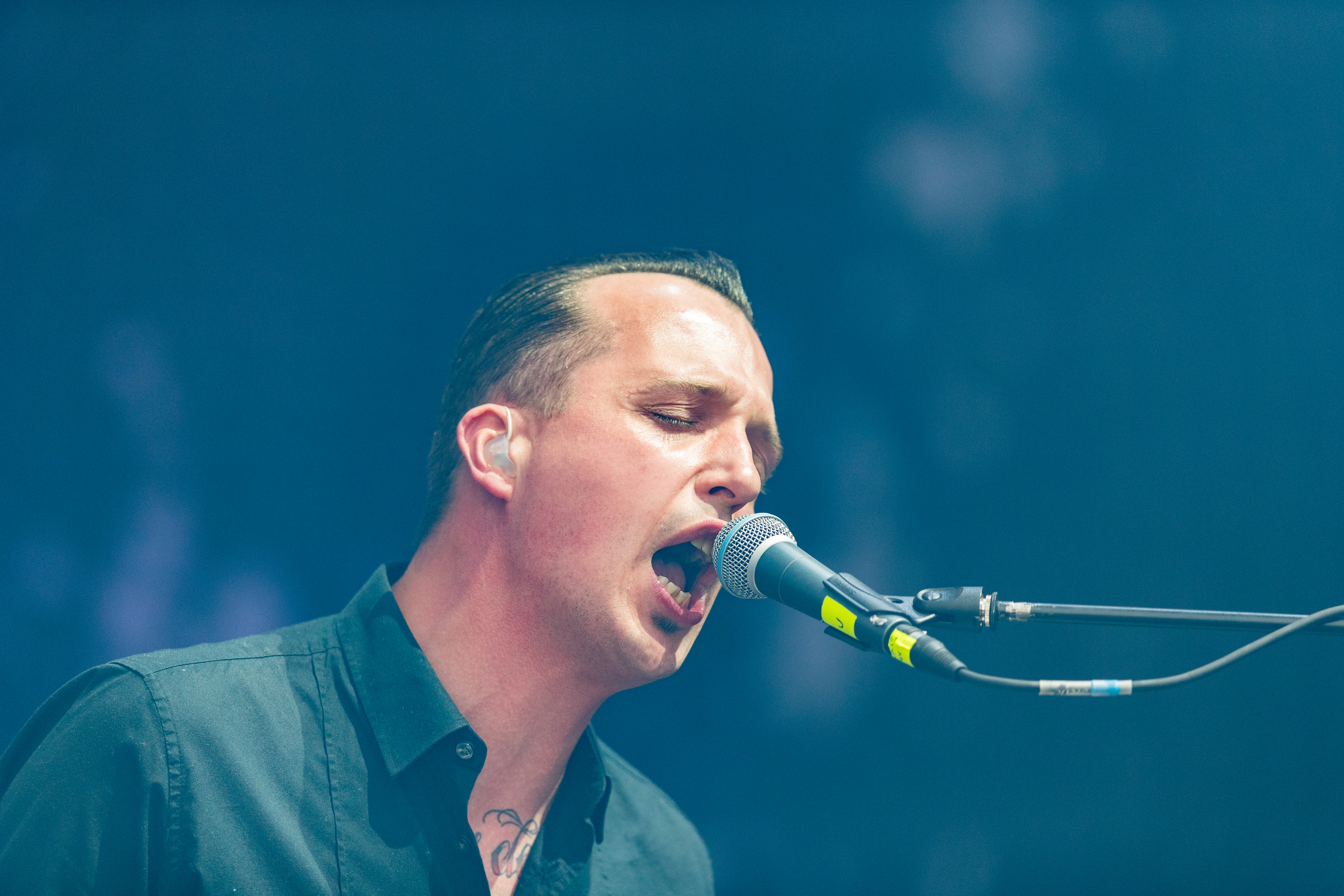
Christian Kubczak

## Stil
Neben klassischen Elementen aus Oi und Punkrock verarbeitet die Band auch Einflüsse aus Rockabilly und dem Ska- und Reggaebereich. Seit dem Album Noir wird die Band als Rockband wahrgenommen.

## Diskografie
Studioalben

| Jahr | Titel Musiklabel                                 | Höchstplatzierung, Gesamtwochen, AuszeichnungChartplatzierungen (Jahr, Titel, Musiklabel, Platzierungen, Wochen, Auszeichnungen, Anmerkungen) | Höchstplatzierung, Gesamtwochen, AuszeichnungChartplatzierungen (Jahr, Titel, Musiklabel, Platzierungen, Wochen, Auszeichnungen, Anmerkungen) | Höchstplatzierung, Gesamtwochen, AuszeichnungChartplatzierungen (Jahr, Titel, Musiklabel, Platzierungen, Wochen, Auszeichnungen, Anmerkungen) | Anmerkungen                                               |
| Jahr | Titel Musiklabel                                 | DE | AT | CH | Anmerkungen                                               |
| ---- | ------------------------------------------------ | --- | --- | --- | --------------------------------------------------------- |
| 1997 | Fackeln im Sturm… New Breed Records (KOR)        | — | — | — | Erstveröffentlichung: 1997                                |
| 2001 | Verlierer sehen anders aus DSS Records (Cargo)   | — | — | — | Erstveröffentlichung: 30. April 2001                      |
| 2004 | LoFi DSS Records (Cargo)                         | DE83 (1 Wo.)DE | — | — | Erstveröffentlichung: 20. September 2004                  |
| 2007 | Vanitas Recordings People Like You Records (SPV) | DE38 (1 Wo.)DE | — | — | Erstveröffentlichung: 20. Juli 2007                       |
| 2011 | Santa Muerte People Like You Records (EMI)       | DE3 Platin · (25 Wo.)DE | AT37 (1 Wo.)AT | — | Erstveröffentlichung: 10. Juni 2011 Verkäufe: + 200.000   |
| 2014 | Noir People Like You Records (UMG)               | DE1 Gold · (23 Wo.)DE | AT7 (3 Wo.)AT | CH12 (4 Wo.)CH | Erstveröffentlichung: 7. Februar 2014 Verkäufe: + 100.000 |
| 2017 | (sic!) Skull & Palms Recordings (WMG)            | DE1 Gold · (29 Wo.)DE | AT3 (3 Wo.)AT | CH6 (5 Wo.)CH | Erstveröffentlichung: 3. Februar 2017 Verkäufe: + 100.000 |
| 2021 | Puro Amor Skull & Palms Recordings (WMG)         | DE1 (22 Wo.)DE | AT2 (4 Wo.)AT | CH5 (4 Wo.)CH | Erstveröffentlichung: 23. April 2021                      |

## Auszeichnungen
2011 waren die Broilers in der Kategorie „Bester Live-Act“ bei der 1LIVE Krone nominiert. 2017 gewannen sie den Echo in der Kategorie „Rock national“.

## Rezeption
In dem Song Männer von 2022, der sich mit dem Geschlechterkonflikt beschäftigt, bezieht sich die Popband Blond auf die Broilers mit der Textzeile „Aber ey, die Broilers, die ha'm 'ne Frau am Bass, na, das ist doch schon mal was“.